# (4092) Tyr
(4092) Tyr es un asteroide perteneciente al cinturón de asteroides, descubierto el 8 de octubre de 1986 por Poul Jensen desde el Observatorio Brorfelde, Holbæk, Dinamarca.

## Designación y nombre
Designado provisionalmente como 1986 TJ4. Fue nombrado Tyr en homenaje al dis de la guerra en la mitología nórdica Tyr.